# Білоноска товстохвоста
Білоноска товстохвоста (Leucorrhinia caudalis) — вид бабок родини справжніх бабок (Libellulidae).

## Поширення
Вид поширений в Європі та Північній Азії від Франції і Скандинавії до Західного Сибіру. В Україні трапляється в Поліссі, Західному Лісостепу, в Київській, Полтавській та Харківській областях. Варіація var. ornata на заході України зустрічається поряд з типовою формою.

## Опис
Тіло завдовжки 33-37 мм, черевце 23-24 мм, заднє крило 29-32 мм. Тіло коротке і широке, роздуте. VI і VIII сегменти черевця сильно розширені. Нижня губа чорного кольору. Анальні придатки частково білого кольору. Основа задніх крил має темну непрозору пляму. Передні крила без темної базальної плями. Жилкування крил чорне. У дорослих самців птеростигма білого кольору, оточена товстими чорними жилками. Все тіло самців покритий сизим нальотом. У самок птеростигма буро-чорна. Зверху на тергітах черевця є великі яскраво-жовті плями.